# Nela Eržišnik
Nela Eržišnik (Banja Luka, 18. lipnja 1922. – Volosko, 14. kolovoza 2007.), bila je hrvatska komičarka. Rođena je pod imenom Nevenka Maras. Prvom udajom mijenja ime u Nela Eržišnik, a drugom, za Zvonimira Blaževića 1952. godine, u Marija Blažević (Marija je bilo njezino krsno ime).

## Životopis

### Djetinjstvo i mladost
Rodila se u obitelji Ivana i Matilde Maras u Banjoj Luci. Sestra je glumice i književnice Slavice Maras-Mikulandre.
Djetinjstvo je provela u Gospiću i Otočcu, gdje je završila pučku školu i tri razreda gimnazije. S obitelji se preselila u Zagreb 1935. godine, gdje je završila gornjogradsku gimnaziju. Kao mlada djevojka u doba NDH radila je u glavnoj pošti u Jurišićevoj ulici. Poslije Drugoga svjetskog rata završila je 1948. godine studij glume na Zemaljskoj glumačkoj školi u Zagrebu.

### Glumačka karijera
Glumačku karijeru počela je u Hrvatskom narodnom kazlištu, a 1953. godine prelazi u Zagrebačko dramsko kazalište (kasnije Kazalište Gavella). Proslavila se osobito 1952. godine naslovnom ulogom u Aristofanovoj „Lisistrati“. Kazališnu karijeru završila je naprasno naslovnom ulogom u Nušićevoj „Gospođi ministarki.“
Filmsku karijeru počela je 1950-ih i 1960-ih godina kao filmska glumica u hrvatskim filmovima „Sinji galeb (1953)“, „Jubilej gospodina Ikla (1955)“, „Ne okreći se, sine“, „Svoga tela gospodar (1957)“, „Samo ljudi (1957)“, „H-8“, „Signali nad gradom (1960.)“, „Martin u oblacima (1961)“, „Breza (1967)“.

### Komičarka
Krajem pedesetih godina 20. stoljeća u humorističnoj emisiji Radio Zagreba "Porodica Veselić" javlja se kao kućna pomoćnica Marica Hrdalo, čiji lik razvija i u drugim radioemisijama (Veselo veče, Vesela revija) i javnim nastupima, te kao obična, jednostavna žena komentira aktualnosti u zemlji i u svijetu te stiče osobitu popularnost. Drugi lik koji je usporedno tumačila bila je lička seljanka tetka Ika (Ikača). Kao komičarka obišla je mnoge krajeve i zemlje te imala velik broj susreta s publikom. Među njezinim poštovateljima bio je i Josip Broz Tito.

## Filmografija

### Televizijske uloge
- "Poletarac" (1979.)
- "Jel' me netko tražio?" kao Nela (1991. - 1995.)

### Filmske uloge
- "Sinji galeb" kao Mare (1953.)
- "Koncert" kao Barbara (1954.)
- "Jubilej gospodina Ikla" kao Flora Krkač (1955.)
- "Ne okreći se, sine" kao žena na prozoru (1956.)
- "Suton" kao Ore (1957.)
- "Svoga tela gospodar" kao Barica (1957.)
- "Samo ljudi" kao tetka Ema (1957.)
- "H-8" kao sestra gospodina Jakupeca (1958.)
- "Uzbuna u Grand Hotelu" (1960.)
- "Signali nad gradom" kao gazdarica (1960.)
- "Martin u oblacima" kao prevarena žena (1961.)
- "Sablasti" (1964.)
- "Breza" kao Markova majka Kata (1967.)

## Nagrade
Godine 2006. dobila je nagradu 3. nagradu Dubravko Horvatić, za memoarsku prozu objavljenu u Hrvatskom slovu 2005. godine.

## Zanimljivosti
- Za vrijeme Domovinskog rata podržavala je obranu domovine.
- Početkom 2000-ih privukla je pozornost otvorenim pismom što ga je poslala Miodragu Petroviću Čkalji, srpskom komičaru, kad je čula da njezin kolega i komičarska legenda nekadašnje Jugoslavije trpi krajnje siromaštvo kao zaboravljeni umirovljenik.
- Godine 2003. objavljena je njezina autobiografska knjiga Moja tri života.

## Vanjske poveznice
- Nela Eržišnik u internetskoj bazi filmova IMDb-u (engl.)